# 乗り上げブロック
乗り上げブロック（のりあげブロック）は、段差を解消する目的で、住宅・店舗などの車庫に面した道路との境界の出入口部分に住人が設置する、傾斜したブロック（特殊ゴム製などコンクリート製でないものもある）。段差解消ブロック、段差解消ステップ、駐車スロープなどと呼ばれることもある。
同じ用途のものとして、鉄板（ステップ板）もある。市販されているものの、あくまで私有地内での使用を想定しているため、歩道や路側帯などを含めた公道上にこれらを置くことは道路法（第43条）ならびに道路交通法（第76条）で禁止されている。

## 危険性・対策
横方向からバイクや自転車が衝突したり、雨でぬれた鉄板（ステップ板）の場合は歩行者が滑って転倒したりする恐れもある。多くの自治体がホームページなどで使用中止と「切り下げ工事」の申請（自費で有料）を啓蒙している。事故が起きた場合は、設置者が責任を問われる場合があるという指摘がある。
ブロックが車道にはみ出している状況では、自転車はそれを避けるために車道の隅を通行できない。すなわち、歩道を走ったり車道の中央寄りを走らざるを得ないという危険性の指摘がある。
また、設置状況によっては雨水の流れをせき止めてしまうため、十分な排水ができず冠水など水害の原因にもなるという見解もある。

## 参考画像

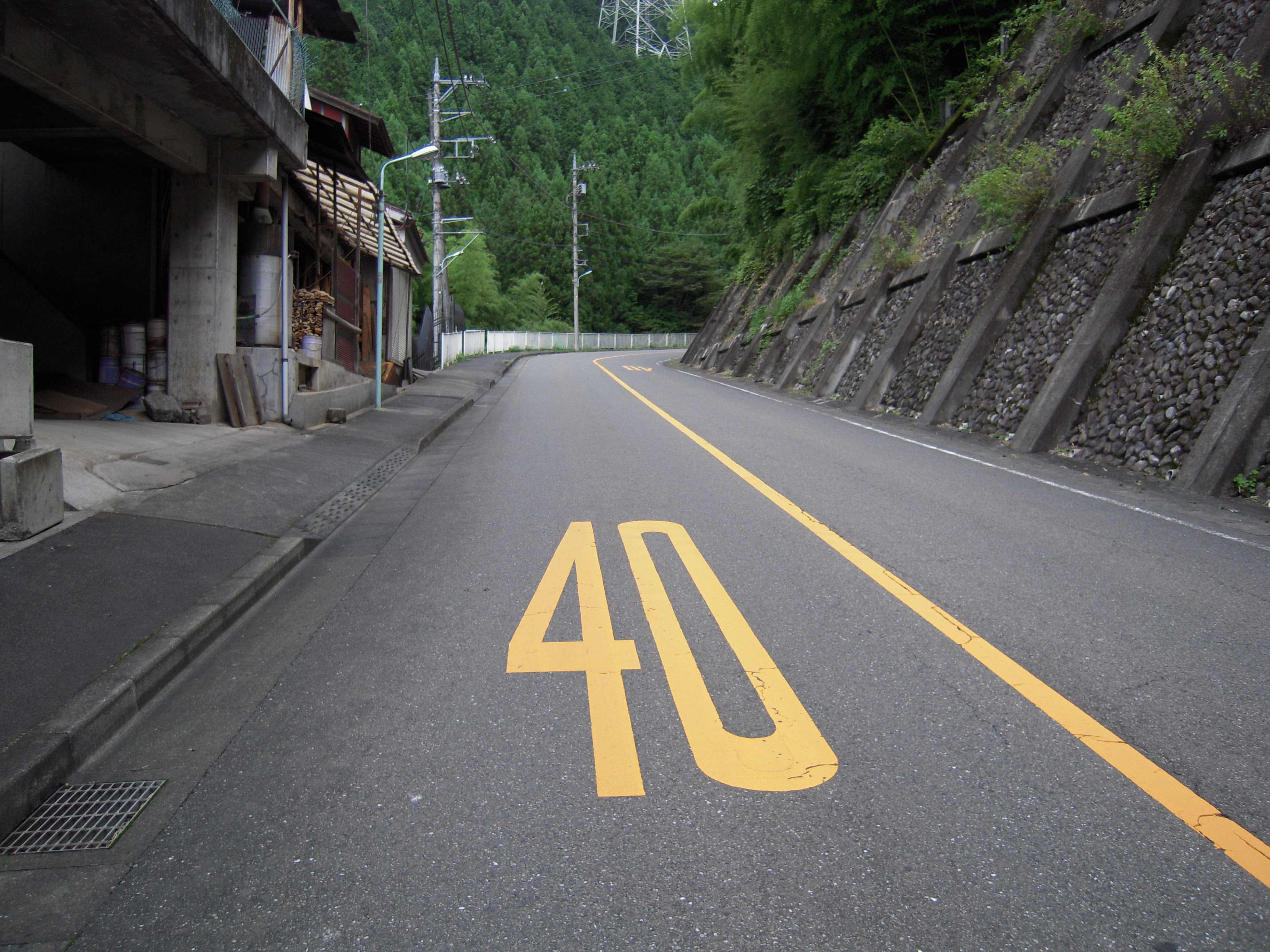
「切り下げ工事」済み（車乗り入れブロック）
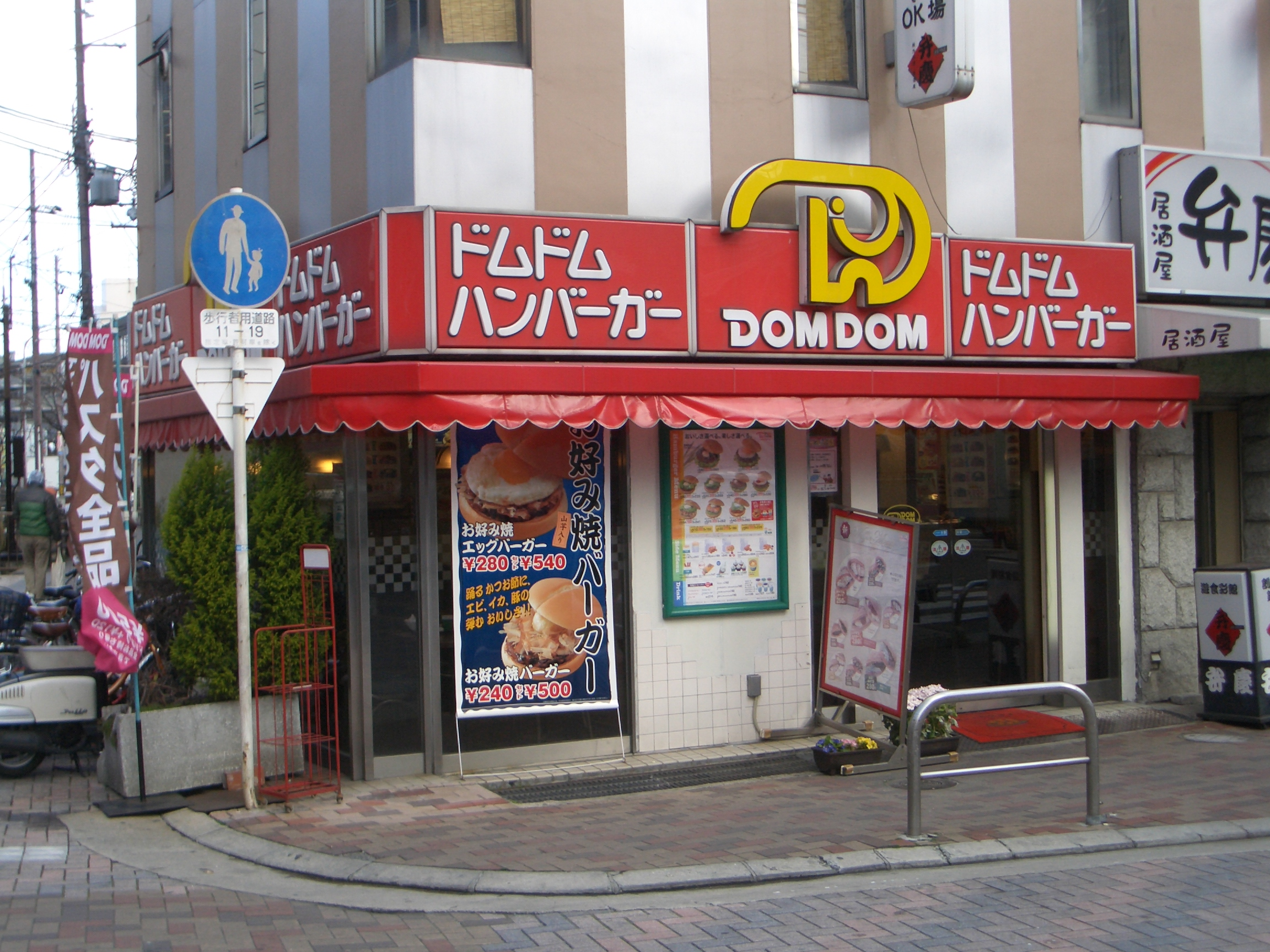
歩車道境界コンクリートブロック